# Ольгова, Яна
Яна Ольгова (словац. Jana Oľhová, урожд. Гайшбергова (словац. Geišbergová), 31 декабря 1959 года, Миява, Чехословакия) — словацкая актриса, сестра актёра Мариана Гайшберга и бывшая жена режиссёра Матуша Ольги.
В 1982 году закончила обучение по специальности «актёрское мастерство» в Братиславской высшей школе исполнительских искусств. В период с 1985 по 1988 год была членом актёрской труппы Театра Йозефа Грегора Таёвского в городе Зволен, с 1988 года состоит в труппе Словацкого камерного театра города Мартин. Также является педагогом на Факультете драматического искусства Банскобистрицкой академии искусств, в Жилинской консерватории и в Банскобистрицкой консерватории имени Яна Левослава Беллы.
Помимо своей родной сцены в городе Мартине Яна Ольгова регулярно играет на сцене Жилинского городского театра, а в последние годы — и в Братиславе, в Театре «Арена», в Городском театре имени Павола Орсага Гвездослава, а также в Словацком национальном театре.
Входит в число наиболее ярких актрис своего поколения.
Яна Ольгова — мать шестерых детей.

## Фильмография
- 1983 — «Тысячелетняя пчела» — служанка
- 1984 — «Сладкие хлопоты»  — Милка Гаргашова
- 1989 — «Рабака» — продавщица в музыкальном магазине
- 2003 — «Желары» — Юлишка Юригова
- 2008 — «Кровавая графиня — Батори»
- 2008 — «Музыка» — свекровь (за роль в этом фильме Яна Ольгова была удостоена премии «Солнце в сети»)
- 2008—2011 — «Профессионалы» (ТВ-сериал) — Ирена Балажикова
- 2007—настоящее время — «Приёмная в розовом саду» (телесериал)
- 2010 — «Осуждённые»
- 2010 — «Бессмертные», часть «Дьявол» (по роману Льва Толстого), режиссёр: Роман Полак
- 2011 — «Дом»
- 2011 — «Зита на шее» (ТВ-ситком) — Дарина, мать Зиты
- 2013 — «Игристое вино» — Вера Рознерова
- 2015 — «Тайна Йоганки»

## Награды
- 2008 — «Солнце в сети» — лучшая женская роль второго плана («Музыка»)
- 2009 — «Подмостки» — лучшая женская роль за роль Сары в постановке «Мобильный телефон»
- 2014 — «Солнце в сети» — лучшая женская роль второго плана («Спасибо, хорошо»)
- Премия Литературного фонда

за роль Хуаны в постановке «Дон(ья) Хуан(а)»
за роль Зузы в постановке «Кончина Палё Рочки»
за роль Фаидры в постановке «Фаидра»
- 2010 — премия «Татра-банка» за вклад в искусство, в номинации «Театр», за роль в постановке «Мизантроп»
- 2010 — Премия имени Йозефа Кронера за лучшую женскую роль в постановке «Мизантроп» (Арсиноя)